# Francesc Llagostera i Sala
Francesc Llagostera i Sala (Barcelona, 7 de juliol de 1831 - Barcelona, 3 de febrer de 1885) va ser un metge, arxiver i bibliotecari català.
Va estudiar medicina a Barcelona, on va llicenciar-se el 1854 i, posteriorment, es va doctorar el 1869. Va ser membre de l'Acadèmia de Medicina de Barcelona, on fou arxiver, bibliotecari entre els anys 1869 i 1878, i vicepresident entre els anys 1979 i 1980. Va publicar al periòdic “Lo Gai Saber” una col·lecció de refranys populars, Aforística catalana (1883), que posteriorment es va publicar de manera independent. A causa de la seva delicada salut es veié obligat a limitar l'activitat i es va dedicar a l'estudi de la llengua i la literatura. Fou autor, entre altres treballs, d'una “Aforística catalana” i d'una “Reseña biográfica de D. Antonio de Gimbernat”. També són obres seves “Del empleo de los calomelanos en las pulmonías refractarias o inaccesibles a los usuales medios de tratamiento” i “Breves consideraciones críticas sobre la vacuna i la vacunación” (1879). El 1983 va participar en un certamen literari, en el qual va rebre una distinció, que li fou concedida i entregada en el Teatre Principal de la Vila de Gràcia.